# Gianni Sassi
Gianni Sassi (Varese, 8 settembre 1938 – Milano, 14 marzo 1993) è stato un produttore discografico, imprenditore e fotografo italiano.

## Biografia
(Matteo Guarnaccia, su Inside n.12, autunno 2006)
Inizia l'attività nel 1963 aprendo a Milano, con Sergio Albergoni, l'agenzia di grafica pubblicitaria Studio «Al.Sa», che anni dopo creerà le copertine per alcuni progetti musicali italiani, come Osage Tribe, Antonella Bottazzi, gli Area e il primo Franco Battiato (degli album Fetus e Pollution), oltre a numerose copertine dell'etichetta discografica Bla Bla e tutte quelle della Cramps.
Nel 1967 fonda con Daniela Palazzoli, Gianni-Emilio Simonetti e Sergio Albergoni la ED912 (editoria d'arte) che pubblica la rivista d'arte, cultura underground e contestazione giovanile beat, che presenta soluzioni grafiche e cromatiche innovative; fece scalpore la copertina "dipingi di giallo il tuo poliziotto". Nel 1972 pubblica, con la complicità di Marco-Maria Sigiani e Sergio Albergoni, Frankenstein, trimestrale di tecnologia, poesia e mercato.
Nel 1971 fonda, in società con Franco Mamone e Sergio Albergoni, l'etichetta discografica Cramps, producendo artisti come Eugenio Finardi, Alberto Camerini, Claudio Rocchi, gli Arti e Mestieri, i Venegoni & Co, gli Area, gli Skiantos e molti altri.
In collaborazione con il Gruppo Industriale Busnelli progetta il semestrale di design “Caleidoscopio”. Con Iris Ceramiche lavora alla pubblicazione di “Humus”, quadrimestrale di cultura, strategia e tecnica della ceramica.
Nel 1972 organizza la mostra all'aperto «Pollution: per una nuova estetica dell'inquinamento». Una pavimentazione in Piazza Santo Stefano, con piastrelle Iris che ritraggono zolle di terra nel centro storico di Bologna. Partecipano ventiquattro artisti e due gruppi musicali. La mostra fu curata da Daniela Palazzoli e Luca M. Venturi.
Nel 1973 con gli Area scrive Luglio, agosto, settembre (nero). Nel 1974 con Sergio Albergoni pubblica Al.sa 30, mensile di analisi economiche in collaborazione con Index. È tra i fondatori della Cooperativa Intrapresa.
Nel 1979 progetta ed edita Alfabeta, rivista di letteratura che pubblicherà 114 numeri. Al 1982 risale l'inizio della collaborazione di Sassi con l'ARCI (Associazione Ricreativa e Culturale Italiana), per la creazione di manifesti che rinnovino l'immagine dell'associazione, e con il mensile di gastronomia La Gola (fu art director), tentativo editoriale di affiancare argomenti culturali al tema del cibo andando oltre la semplice proposta di ricette: ne nacque ARCI Gola, divenuta poi Slow Food. Nel 1984 prese parte al comitato promotore della prima Biennale della grafica di Cattolica, dedicata ai poster di pubblica utilità degli anni settanta e ottanta; dall'iniziativa derivò, nel 1985, a Torino una mostra, «SegnoPolis», per il cui pieghevole Sassi scrisse Elogio del dilettante, testo programmatico sul fare grafica che vagheggia un’utopistica idea di dilettantismo quale fondamento per lo sviluppo di una grafica realmente creativa.
Negli anni Ottanta Sassi organizza numerosi convegni, tra cui Il senso della letteratura (Palermo, 1984, incontro con cento intellettuali di discipline artistiche diverse), Stabat nuda Aestas: D’Annunzio e la poesia, oggi (Viareggio, 1985), Io parlo di un certo mio libro (Roma, 1985, incontro tra scrittori e critici italiani e francesi), Tradizione, letteratura, valori (Mondello, 1986, con scrittori italiani, statunitensi e sovietici), Il gioco del futuro (Correggio, 1987, sul ruolo dell’intellettuale fra creatività e nuove tecnologie), concorsi, mostre, rassegne e festival (ideò e organizzò per dieci anni, dal 1982 al 1992, Milanopoesia).
È morto il 14 marzo 1993 a causa di un tumore.